# Ciro Capuano
Ciro Capuano (* 10. Juli 1981 in Neapel, Italien) ist ein italienischer ehemaliger Fußballspieler. Er spielte als linker Außenverteidiger.

## Karriere
Capuanos erste Station als Herrenspieler war die unterklassige SS Portici 1906, in früheren Jahren erfolgreicher, bei der er 1998 spielte. Nach einem weiteren Jahr bei einem kleineren Verein der Region, der ASD Stasia Calcio wechselte er 1999 zum FC Empoli. Dort jedoch ohne Ligaeinsatz geblieben, verließ er den FC nach nur einem Jahr und schloss sich der AC Pisa an. Für diese spielte er von 2000 bis 2004 insgesamt in 99 Ligapartien und erzielte sieben Tore. 2004 wechselte er dann zum FC Bologna, mit dem er in seiner ersten Spielzeit jedoch aus der Serie A abstieg. Nach einer Spielzeit in der Serie B wechselte Capuano zur US Palermo und damit wieder in die Serie A zurück. Für Palermo kam er jedoch nicht mehr als Stammspieler zum Einsatz, sondern fungierte eher als Ersatz- oder Rotationsspieler. Unzufrieden mit seiner Rolle verließ er Palermo im Januar 2009 und wechselte zu Inselkonkurrent Catania Calcio. Für diesen läuft er seitdem in der Serie A auf.
2002 absolvierte Capuano für die U-20 Italiens eine Partie.